# Casal Daurella
El Casal Daurella és un edifici de Cardedeu (Vallès Oriental) catalogat com a bé cultural d'interès local.

## Descripció
És un edifici amb tres façanes. La principal és de composició neoclàssica amb planta baixa i dos pisos. A la planta baixa s'obre unes arcades i balcó corregut al primer pis. Posteriorment s'hi afegí un cos d'igual alçada però de planta triangular, retornant una sola crugia pel carrer lateral, produint una estranya façana lateral i desequilibrant la composició simètrica de la primitiva façana principal. La façana posterior és tractada com a galeria oberta. El material emprat en els elements estructurals així com els arcs és el maó.

## Història
Va ser construït l'any 1848 (data que es troba en una pedra de l'edifici) per la família Arenes. El 1907 va ser adquirida pel filòsof Josep Daurella i Rull (Barcelona, 1864-1927), que la va convertir en residència d'estiueig.
El 1922, la casa va ser ampliada cap a llevant, alineant-se amb el nou carrer, i el 1931 es va demanar permís per a reformar la façana. El 1973, el seu fill Santiago Daurella i Rull, la va cedir a l'Ajuntament, a més d'un milió de pessetes per a reformes, amb la condició que es destinés a activitats culturals, i el 1975 s'hi van instal·lar el Museu-Arxiu Tomàs Balvey i la Biblioteca Popular Marc de Vilalba, que ocupava la planta baixa i l'entresol.
El 1997, aquesta es va traslladar a una nova ubicació, i es va iniciar una important de reforma per a millorar-ne els serveis i l'accessibilitat. Així, es va enderrocar el cos lateral de la façana est, afegit el 1922, per a construir un nou bloc de comunicacions verticals, amb ascensor i una nova escala. Amb aquesta actuació, es van guanyar sales d’exposicions, una àmplia terrassa per a activitats i nous tancaments de vidre. El nou Casal Dr. Daurella – Museu Arxiu Tomàs Balvey va ser reinaugurat el 16 de març de 2001.